# Alma Mater Vilnensis
Alma Mater Vilnensis – czasopismo wydawane w latach 1922–1935 w Wilnie przez Zrzeszenie Kół Naukowych Uniwersytetu Stefana Batorego, później reaktywowane na emigracji.

## Historia
Czasopismo powstało w 1922 roku jako jednodniówka „Dnia Akademika”. W 1924 roku wskrzeszone jako pismo periodyczne. Publikowano w nim artykuły naukowe, literackie oraz recenzje. Do 1935 ukazało się 12 zeszytów. Na łamach tego pisma debiutował m.in. Czesław Miłosz.
Pismo zostało wznowione w 1949 na emigracji w Londynie z inicjatywy: Społeczności Akademickiej USB (min. Stanisława Kościałkowskiego). Tytuł przypomniał zarówno utraconą w 1939 uczelnię, jak również pismo wydawane w latach 1922–1935 przez Zrzeszenia Kół Naukowych Uniwersytetu Stefana Batorego w Wilnie. Ukazało się 6 numerów tematycznych:
- Alma Mater Vilnensis 1: W dziesiątą rocznicę przerwania normalnej pracy USB: sprawozdania i dokumenty, red. Wiktor Sukiennicki, Londyn: Społeczność Akademicka USB 1949.
- Alma Mater Vilnensis 2: Władysław Wielhorski, 1.Społeczność akademicka U.S.B., 2.Inauguracja październikowa, 3. Litwini, Białorusini i Polacy w dziejach kultury W. Ks. Litewskiego, Londyn: Społeczność Akademicka USB 1951.
- Alma Mater Vilnensis 3: Dzieje ziem Wielkiego Księstwa Litewskiego: cykl wykładów, Londyn: Społeczność Akademicka USB 1953.
- Alma Mater Vilnensis 4: Stanisław Kościałkowski, Studia i szkice przygodne: z historii i z jej pogranicza z literaturą, Londyn: Społeczność Akademicka USB 1956.
- Alma Mater Vilnensis 5: Stanisław Kościałkowski, Prace zebrane, Londyn: Społeczność Akademicka USB 1958.
- Alma Mater Vilnensis 6: Stanisław Kościałkowski, Raptularz, W. Kozłowski (Roman Jabłonowski), Powstanie kościuszkowskie w Kurlandii, Londyn: Społeczność Akademicka USB 1973.